# آنوبار

یک نمونه آنوبار

آنوبار(به انگلیسی: Annubar) وسیله ای شبیه به لوله پیتو است که جهت اندازه‌گیری جریان گاز یا مایع در داخل یک لوله استفاده می‌شود.